# The Last Inhabitant (Original Motion Picture Soundtrack)
The Last Inhabitant (Original Motion Picture Soundtrack) è la quinta colonna sonora del cantautore statunitense Serj Tankian, pubblicata il 1º febbraio 2019 dalla Serjical Strike Records.

## Descrizione
Contiene musica realizzata dal cantautore nel 2016 per il film The Last Inhabitant, diretto da Jivan Avetisyan. Oltre alla realizzazione dei 33 brani, Tankian ha curato anche gli interi processi di produzione e missaggio, mettendo in risalto la classica strumentazione orchestrale e quella legata alla tradizione popolare armena.

## Tracce
1. Intro: The Mountains Speak – 3:36
2. Title Track Meets the Commandante – 1:06
3. Ibrahim's Household – 0:43
4. Rebecca's Pain to Apkar's – 2:20
5. The Commandante and the Artiste – 2:11
6. Apkar Going Home – 0:42
7. Apkar Finds Ibrahim at His Doorstep – 1:06
8. Post Office to Apkar's House Readying – 3:22
9. Artiste and the Russian Soldier – 0:35
10. Jurka Comes Home – 1:07
11. Jurka Wakes Up – 0:28
12. The Melancholy of Apkar's Life – 1:08
13. Ibrahim and Apkar Discuss the Tombstone – 1:56
14. Apkar Working on the Tombstone – 1:12
15. Apkar's Home Vandalized – 1:04
16. Varsenig – 2:16
17. The Artiste Is Near – 2:12
18. Jurka Theme Precursor – 0:22
19. Apkar's Love for Jurka – 1:09
20. Death or Tea? – 1:18
21. The Bathing of Danger – 1:28
22. Jurka's Theme: The Lullaby – 4:06
23. Rebeka Gives Birth – 0:50
24. Helicopter – 0:48
25. Danger Approaches – 1:26
26. The Dangerous Artiste Is Here – 1:18
27. The Quiet Escape – 3:20
28. Fire Chat: Saying Goodbye – 1:54
29. Remembering Razmik – 0:40
30. The Battle – 2:22
31. Jurka's Final Theme: The Lullaby in Full – 1:44
32. Fragile – 3:39
33. Piano End Credits – 1:26